# Hamotus electrae
Hamotus electrae är en skalbaggsart som beskrevs av Park 1942. Hamotus electrae ingår i släktet Hamotus och familjen kortvingar. Inga underarter finns listade i Catalogue of Life.